# ماريا ليا بيديني أنجيليني
ماريا ليا بيديني أنجيليني (من مواليد 15 يوليو 1954) خدمت كالحاكمان في سان مارينو من 1 أبريل 1981 إلى 1 أكتوبر 1981. خدمت مع جاستون بازوليني. كانت أول امرأة تتولى رئاسة ولاية سان مارينو، وفي سن 26 كانت واحدة من أصغرهن سناً. عملت لاحقًا مديرة في وزارة الحكومة والشؤون الخارجية، وكانت سفيرة غير مقيمة في الوزارة في فرنسا والدنمارك والسويد والنرويج والمجر.